# Socinianismo

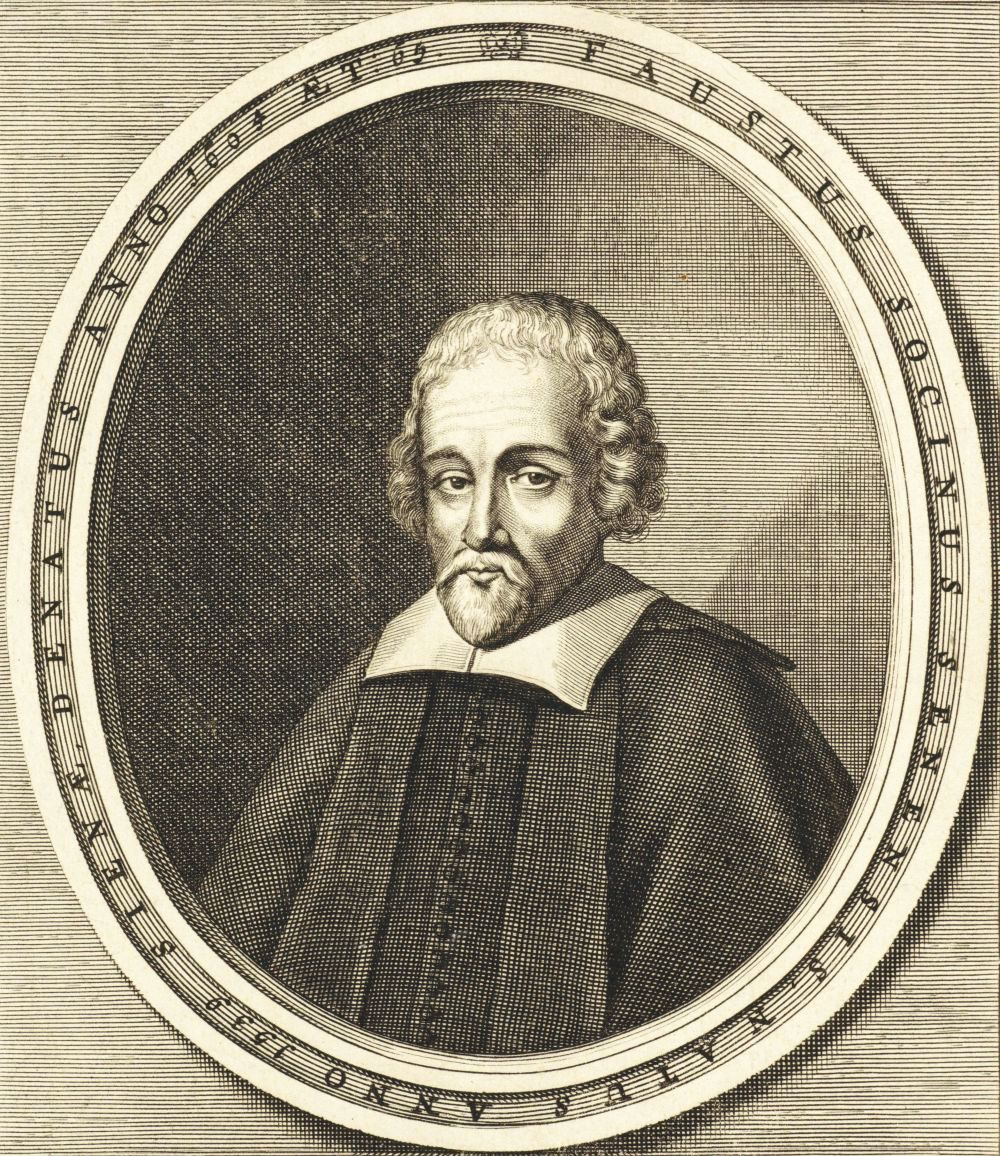
Gravura de Fausto Paolo Sozzini

O socianismo ou socinianismo sumaria as crenças dos socinianos, seguidores de Fausto Sozzini (falecido na Polônia, em 1604), que desenvolveu sua teologia inspirada em seu tio Lelio Sozzini (morto em 1562, em Zurique).
A doutrina sociniana é antitrinitária e considera que em Deus há uma única pessoa e que Jesus de Nazaré é um homem.
Os socinianos se estabeleceram principalmente na Transilvânia, Polônia e Países Baixos. Suas crenças, resumida no Catecismo Racoviano, são:
- A Bíblia era a única autoridade, mas tem que ser interpretada pela razão;
- Rejeição de mistérios;
- Unidade, eternidade, onipotência, justiça e sabedoria de Deus;
- A razão é capaz de compreender Deus para a salvação humana, mas sua imensidão, onipresença e ser infinito são além da compreensão humana, portanto desnecessárias à salvação.
- Rejeição da doutrina do pecado original;
- Celebração do batismo e da santa ceia como símbolos memorativos, sem serem eficazes meios de graça;